# 생로병사의 비밀
《생로병사의 비밀》은 매주 수요일 밤 10시 ~ 10시 50분에 방송되고 있는 건강 정보 프로그램이다.

## 기획 의도
‘건강지수’와 ‘행복지수’를 동시에 높일 수 있는 ‘건강한 삶의 방식‘을 제시하는 건강 정보 프로그램.

## 방송 시간
| 방송 기간                           | 방송 시간                            | 비고   |
| ----------------------------------- | ------------------------------------ | ------ |
| 1996년 11월 24일 ~ 1996년 12월 22일 | 매주 일요일 밤 8시 ~ 9시             |        |
| 2002년 10월 29일 ~ 2003년 6월 17일  | 매주 화요일 밤 10시 ~ 10시 50분      |        |
| 2003년 6월 24일 ~ 2004년 10월 26일  | 매주 화요일 밤 10시 ~ 10시 45분      | [ 4 ]  |
| 2004년 11월 2일 ~ 2007년 4월 24일   | 매주 화요일 밤 10시 ~ 11시           | [ 5 ]  |
| 2007년 5월 1일 ~ 2008년 3월 25일    | 매주 화요일 밤 10시 ~ 10시 45분      |        |
| 2008년 4월 6일 ~ 2008년 11월 16일   | 매주 일요일 밤 10시 20분 ~ 11시 10분 |        |
| 2008년 11월 20일 ~ 2010년 11월 18일 | 매주 목요일 밤 10시 ~ 10시 50분      |        |
| 2010년 11월 27일 ~ 2010년 12월 25일 | 매주 토요일 밤 8시 10분 ~ 9시        |        |
| 2011년 1월 8일 ~ 2013년 4월 6일     | 매주 토요일 밤 8시 ~ 9시             |        |
| 2013년 4월 10일 ~ 2014년 10월 29일  | 매주 수요일 밤 10시 ~ 10시 50분      | [ 6 ]  |
| 2020년 7월 1일 ~ 현재               | 매주 수요일 밤 10시 ~ 10시 50분      | [ 7 ]  |
| 2014년 11월 5일 ~ 2017년 8월 30일   | 매주 수요일 밤 10시 ~ 10시 55분      | [ 8 ]  |
| 2018년 4월 11일 ~ 2020년 6월 24일   | 매주 수요일 밤 10시 ~ 10시 55분      | [ 9 ]  |
| 2017년 9월 6일 ~ 2017년 9월 20일    | 매주 수요일 밤 9시 40분 ~ 10시 35분  | [ 10 ] |
| 2018년 2월 28일                     | 매주 수요일 밤 9시 40분 ~ 10시 35분  |        |
| 2018년 3월 14일 ~ 2018년 4월 4일    | 매주 수요일 밤 9시 50분 ~ 10시 45분  | [ 11 ] |

## 진행자
| 여성 진행자  | 남성 진행자  | 진행 기간                          | 비고          |
| ------------ | ------------ | ---------------------------------- | ------------- |
| 오유경(20기) | 홍혜걸       | 2002년 10월 29일 ~ 2007년 4월 24일 | 2명 진행      |
| 김진희(30기) | 최동석(30기) | 2007년 5월 1일 ~ 2008년 3월 25일   |               |
| 고민정(30기) | 이재후(24기) | 2008년 4월 6일 ~ 2008년 11월 16일  | 2명 진행      |
| 이정민(31기) | [ 12 ]       | 2008년 11월 20일 ~ 2013년 6월 5일  | [ 13 ]        |
| 김진희(30기) | [ 14 ]       | 2013년 6월 12일 ~ 2018년 5월 23일  | [ 15 ] [ 16 ] |
| 엄지인(33기) |              | 2018년 6월 6일 ~ 2020년 6월 24일   | [ 17 ] [ 18 ] |
| 김솔희       | [ 19 ]       | 2020년 7월 1일 ~ 2021년 6월 16일   | [ 20 ]        |
| 이각경       | [ 21 ]       | 2021년 6월 23일 ~ 2024년 3월 6일   | [ 22 ]        |
| 엄지인(33기) |              | 2024년 3월 13일 ~                  | [ 18 ]        |

## 내레이션
| 남성         | 여성   | 방송 기간                         |
| ------------ | ------ | --------------------------------- |
| 유해무       | 서혜정 | 2002년 10월 29일 ~ 12월 17일      |
| 윤세웅       | 서혜정 | 2003년 1월 21일 ~ 5월 20일        |
| 양석정       | 서혜정 | 2003년 7월 1일 ~ 2013년 4월 6일   |
| 김태영(33기) | 서혜정 | 2013년 5월 15일 ~ 2016년 7월 27일 |
| 김태영(33기) | 박희은 | 2016년 8월 24일 ~ 2017년 1월 11일 |
| 김태영(33기) | 최덕희 | 2017년 2월 8일 ~ 현재             |

## 결방 및 편성 변경
2023년
- 5월 24일, 6월 14일 : 장바구니 집사들 편성으로 인한 결방.
- 6월 21일 : 특별기획 수신료와 공영방송의 가치 2부 편성으로 인한 결방.
- 7월 5일 : 특별기획 수신료와 공영방송의 가치 4부 편성으로 인한 결방.
- 8월 9일 : KBS 뉴스특보 [수화] 앵커 이소정 기자 《‘카눈’ 북상에 위기경보 ‘심각’ (밤 10시 10분 이후 )》 편성으로 인한 결방
- 9월 27일 ~ 10월 4일 : 《항저우 아시안 게임》 중계방송으로 인한 결방.
- 11월 22일 : 긴급대담 북 군사정찰위성 발사 우리 대응은 편성으로 인한 결방
- 12월 6일 : 독도평전 1부 편성으로 인한 결방

2024년
- 1월 3일 : 신년특별생방송 2024 특집 대토론회 중계방송으로 인한 결방
- 2월 7일 : KBS 특별대담 대통령실을 가다 편성으로 인한 결방
- 4월 10일 : 《국회의원》 선거 개표방송으로 인한 결방
- 5월 1일 : 가정의 달 특별기획 5부작 저 너머의 출산-제2부 낳을 결심 편성으로 인한 결방
- 7월 31일 ~ 8월 7일 : 2024 파리 올림픽 중계방송으로 인한 결방
- 8월 14일 : 광복절 특집으로 인하여 임시 여자MC 이승현 아나운서 아님(내레이션으로 대체함) 및 평상시 재진행을 그대로 유지함[23]
- 9월 18일 : KBS 아카이브 프로젝트 4부작 모던코리아 2부 편성으로 인한 결방
- 12월 4일 : 윤석열 정부 비상계엄 긴급진단 관계로 인한 결방
- 12월 11일 : 긴급진단 요동치는 탄핵정국 관계로 인한 결방

2025년
- 1월 1일 : 신년 기획 전환의 시대 한국 경제 미래를 묻다 관계로 신년특집 편성관계로 인한 결방
- 1월 29일 : 설 특집 글로벌 한인 기행 김영철이 간다 2부작 2부 관계로 인한 결방
- 3월 26일 : KBS 뉴스특보 [수화] 앵커 이윤희 기자 《역대 최악 산불 여전히 확산...진화 총력 (밤 10시 이후)》 편성으로 인한 결방
- 6월 4일 : 특별대담 새 정부 출범, 성공의 조건은? 편성으로 인한 결방
- 7월 30일 : 광복 80주년 특선 다큐 인사이트-독도 평전 재방송 편성으로 인한 결방

## 같이 보기
- 의학

## 동일 소재 프로그램
- 생명최전선 (KBS 1TV)
- 비타민 (KBS 2TV)
- 명의 (EBS 1TV)
- 닥터스 (MBC TV)
- 닥터의 승부 (JTBC)
- 엄지의 제왕 (MBN)
- 라디오 닥터스 (MBC 표준FM)